# Josmil Pinto
Josmil Oswaldo Pinto (Marcha nacida 31, 1989) es un beisbolista profesional venezolano cácher quién es actualmente un agente libre. Ha jugado en Major League Baseball (MLB) para los Minnesota Twins y Milwaukee Brewers.

## Carrera

### Gemelos de Minnesota
Pinto Firmó como un agente libre internacional con los Minnesota Twins en 2006. Después de la 2012 estación, los Gemelos añadieron Pinto a su 40 hombre roster para protegerle de la Rule 5 draft. Empezando la 2013 estación con los New Britain Rock Cats de la Class AA Eastern League, Pinto estuvo nombrado una Eastern League All-Star. Esté promovido al Rochester Red Wings de la Class AAA International  League en August. Pinto tuvo un combinado .309 batting average, .400 batting average, y .482 slugging percentage con 15 carreras de casa y 74 carreras batted en (RBIs) en 126 juegos para New Britain y Rochester.

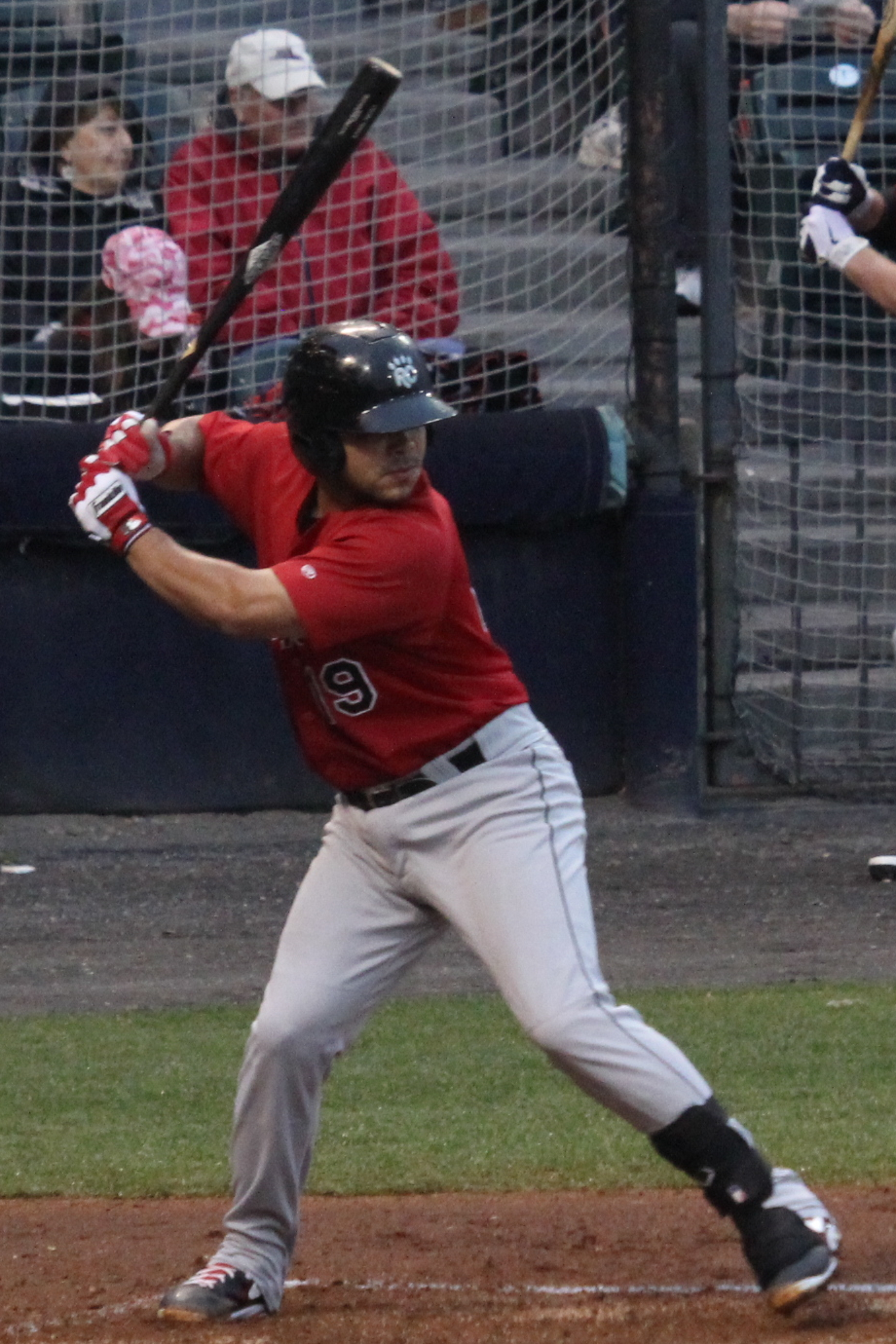
Pinto Bateo para los New Britain Rock Cats en 2013

En agosto 31, los Twins promovieron Pinto a las ligas importantes. En 21 juegos para los Twins, Pinto tuvo un .342 media de bateo, .398 encima-porcentaje de base, y un .566 slugging porcentaje. Pegue cuatro carreras de casa, cinco doubles, y grabó 12 RBIs.
Durante el spring training en 2014, los Twins nombraron Pinto a su Opening Day roster como la copia de seguridad a Kurt Suzuki. Gaste mucho tiempo como el designado hitter debido a la ausencia de Josh Willingham del lineup. Pegue justo .246 con 5 HR y 9 RBI a través de April, y aquellos lucha continuados a mayo, contribuyendo a menos jugando tiempo. Pinto era finalmente optioned a Rochester en junio 12. En 43 juegos a aquel punto,  pegue .222 con 7 HR, 16 RBI y un .730 OPS. También deje todo 20 corredores quién intentó para robar una base encima le para hacer tan debido a fuerza de brazo pobre y perezoso cogiendo habilidades.
Después de la 2015 estación, el San Diego Padres reclamó Pinto fuera de waivers. Esté designado para asignación en diciembre 21. Después de ser designado por el Padres, Pinto estuvo reclamado por el Milwaukee Brewers el 23 de diciembre. El Brewers le designó para asignación el 6 de enero de 2016.
Pinto Gastó la 2016 estación con el Colorado Springs Sky Sox de la Clase AAA Pacific Coast League. El Brewers promovido Pinto a las ligas importantes en septiembre 20. En noviembre 9,  sea outrighted a los menores.

### Gigantes de San Francisco
En diciembre de 2016, Pinto firmó un contrato de liga menor con los San Francisco Giants. Fue lanzado el 25 de octubre de 2017.